# هونيه وتاتيماي
هونيه (باليابانية: 本音، honne) تعني المشاعر والرغبات الحقيقة للشخص، وغالباُ ماتكون معاكسة لمايتوقعه المجتمع أو مايتطلبه من شخص في موقع أو ظروف معينه وعادة ماتكون مخفية في صدر الإنسان الياباني.
تاتيماي باليابانية (建前، tatemae) هي السلوك والآراء الظاهرة للمجتمع والعموم وهي مايتوقعه المجتمع الياباني من شخص في مركز أو ظروف معينه ويمكن أن تكون متوافقة أو غير متوافقة مع حقيقة مشاعر الإنسان الياباني وهي الهونيه.
للمساعدة في فهم الإنسان الياباني وكيفية تفكيره تظهر لنا أهمية فهم المصطلحين هونيه وتاتيماي خاصة انها تعتبر ذات أهمية في ثقافية اليابانيين، وعادة ما يشير اليابانيين لتلك الاشياء يمصطلح ال نيهونجينرون (نظريات الإنسان الياباني) (日本人論, nihonjinron).

## جوانب
- يشير بعض المتخصصين بالثقافة واللغة اليابانية للمصطلح هونيه على أن يعني المجاملة وبعض الأشخاص يذهبون إلى وصفه بالنفاق، لكن من الصعوبة تعليق هذا المصطلح باحد هاتين الكلمتين.